# 薩馬海
薩馬海是菲律賓的一個海，位於太平洋，東臨薩馬島，南毗雷伊泰島，西鄰馬斯巴特島，北接呂宋島，西南面是米沙鄢海，東北面是錫布延海。
11°49′30″N 124°30′00″E / 11.82500°N 124.50000°E